# Pomorska fakulteta v Splitu
Pomorska fakulteta (izvirno hrvaško  Pomorski fakultet u Splitu), s sedežem v Splitu, je fakulteta, ki je članica Univerze v Splitu.